# Гражданство

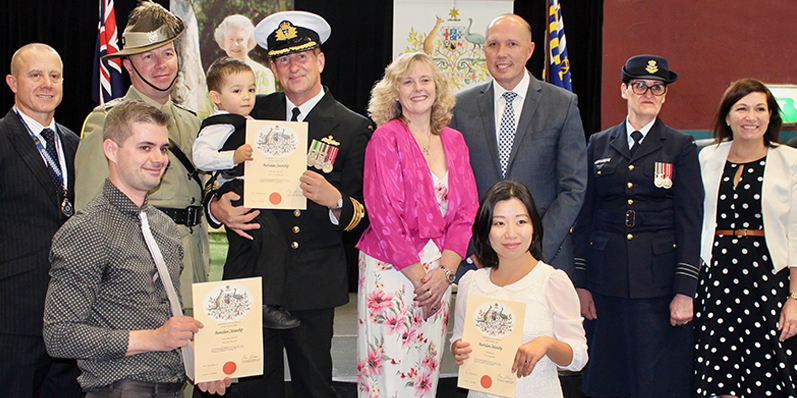
Питер Даттон (третий справа), министр иммиграции и охраны границ, на церемонии вручения сертификатов о вступлении в австралийское гражданство в спортивном центре Каламвейла в День австралийского гражданства (2017).

Гражда́нство — правовая связь человека и государства, выражающаяся в совокупности их взаимных прав, обязанностей и ответственности.
В другом источнике сказано что Гражда́нство (ср.) состояние гражданина; звание, права и обязанности его. Гражданство является одним из институтов конституционного и административного права и обычно находит своё закрепление в конституции (основном законе) или конституционном акте государства и иных нормативно-правовых актах. Проявляется как взаимоотношение между государством и лицами, находящимися под его заботой, конституционной и социальной защитой каждого человека в государстве: государство признаёт и гарантирует права и свободы гражданина, защищает и покровительствует ему за границей; в свою очередь, гражданин безусловно соблюдает законы и предписания государства, выполняет установленные им обязанности. Совокупность этих прав и обязанностей составляет политико-правовой статус гражданина, отличающий его от иностранных граждан и лиц без гражданства.
В монархических странах связь лица с государством выражается не в виде гражданства, а в виде подданства. В отличие от гражданства, подданство олицетворяет непосредственную связь человека с монархом, а не с государством в целом.
Гражданство или подданство удостоверяется установленным в государстве способом. Однако практика в разных государствах варьируется в широких пределах: от права не иметь вообще никаких документов в Великобритании до обязательных ID-карточек в странах Европейского союза или даже внутреннего многостраничного паспорта в некоторых странах, входивших ранее в Советский Союз.

## История
Понятие «гражданин» впервые пришло на смену принадлежности к роду или племени в  Древней Греции. В Древних Афинах в период их наивысшего развития при Перикле (около 494-429 г. до н. э.) был принят закон, по которому гражданином Афин мог считаться только совершеннолетний мужчина, чьи мать и отец были афинянами. Афинские граждане противопоставляли себя метекам (иноземцам, проживавшим в Афинах, но крайне ограниченным в правах) и рабам. Женщины также гражданами не считались.
Римское гражданство в Древнем Риме, так же как и в Древней Греции, было статусом привилегированной части населения. При этом лишь в конце I в. до н. э. все граждане Рима получили политические права. По мере расширения римского государства всё более широкие слои населения получали римское гражданство.
В Средние века в Европе почти все были чьими-либо подданными, при этом лица обычно являлись подданными феодала, который был вассалом другого феодала. Затем с развитием абсолютизма возникло подданство всего населения государства монарху-суверену. При этом в Средние века античная идея гражданства отчасти существовала в средневековых городах, которые добивались экономической и политической независимости (коммунальное движение). Поэтому слова, ранее обозначавшие просто горожанина, стали обозначать свободного, полноправного жителя города, благодаря чему во многих современных европейских языках (в том числе и в русском) слова «гражданин» и «город» являются однокоренными.
Великая французская революция в противовес концепции подданства выдвинула концепцию гражданина как лица, активно участвующего в политической жизни государства. Именно тогда появилось современное понятие гражданства. 
С XIX века и, особенно, в XX веке, благодаря большей миграции населения, получило распространение множественное гражданство. 
С 1982 года в ряде государств (Тонга, Сент-Китс и Невис, Доминика, Антигуа и Барбуда, Сент-Люсия, Гренада и др., ) появились программы предоставления гражданства в обмен на инвестиции.

## Приобретение гражданства
Приобрести гражданство возможно несколькими способами:
- Филиация (по рождению) — приобретение гражданства по факту рождения. Выделяется три формы филиации:
  - По праву крови (лат. Jus sanguinis) — получение гражданства через брак родителей. Ребёнок приобретает гражданство, если его родители (или один из них) имеет гражданство данного государства;
  - По праву почвы (земли) (лат. Jus soli) — ребёнок приобретает гражданство государства, на территории которого рождён. Свидетельство о рождении практически гарантирует получение свидетельства о гражданстве. Отказ от гражданства и лишение гражданства невозможны или затруднены и, наоборот, оно может быть легко восстановлено (США и др.)[источник не указан 5260 дней];
  - По наследству — редкая форма, имеющаяся в законодательстве нескольких стран Европы. Так, лица, бывшие гражданами Латвийской Республики до 17 июня 1940 года, передают свои права на гражданство потомкам. Отличие от «права крови» можно проследить в ситуации, если родители ребёнка, граждане Латвийской Республики, юридически умерли до его рождения. Гражданский статус новорождённого при этом зависит от статуса его предков в день 17 июня 1940 года. Подобная практика наблюдается также и в Румынии.
- Натурализация (укоренение) — вступление в гражданство лица по желанию. Порядок принятия в гражданство регулируется законодательством государства. Обычно для приобретения гражданства необходимо соблюдение ряда условий (знание языка, наличие жилья и т. д.). Термин «натурализация» (naturalization) исторически означает приобретение прав природных (natural) граждан (или подданных). В рамках натурализации иногда выделяют:
  - Регистрацию — приобретение гражданства по заявлению лица без каких-либо дополнительных условий (обычно категории лиц, имеющих право использовать данный способ, оговорены законом);
  - Дарование гражданства — обычно почётное дарование гражданства лицу главой государства за какие-либо заслуги (если подобное предусмотрено законодательством). Часто, это связано со значительными инвестициями в экономику страны, либо внушительным вкладом в мировую науку, культуру, спорт.
- Оптация — выбор лицом гражданства при изменении границ государств. Процедура оптации регулируется международными договорами таких государств.
- Трансферт — переход населения какой-либо территории из одного гражданства в другое в связи с передачей территории, на которой оно проживает, одним государством другому.

В некоторых странах (Антигуа и Барбуда, Сент-Люсия, Доминика и др.) возможно получение гражданства при покупке недвижимости или за инвестиции в экономику страны. Такая форма приобретения гражданства называется получением гражданства за инвестиции и широко распространена в Европе (так называемые «Золотые визы» Португалии, Великобритании, Латвии и т. п.) и странах Карибского бассейна (Сент-Китс и Невис, Гренада и т. п.). Чтобы получить гражданство, заявитель проходит через несколько стадий — ВНЖ (вид на жительство), ПМЖ (постоянное место жительства), непосредственно процедура натурализации (получения гражданства). Процедура оформления гражданства различается в зависимости от законодательства страны.

## Восстановление гражданства
- Реинтеграция — восстановление в гражданстве какого-либо государства лиц, ранее его имевших и затем утративших. Смысл реинтеграции чаще всего состоит в процедуре, которая в этих случаях применяется. Может предусматриваться в специальных законах и в обычном законодательстве о гражданстве. В последнем случае она может рассматриваться как разновидность натурализации.

- Репатриация (лат. repatriate) — возвращение на родину. Термин обычно употребляется в отношении военнопленных, перемещённых лиц, беженцев, эмигрантов с восстановлением в правах гражданства или возвращение в страну проживания застрахованного при наступлении страхового случая.

## Прекращение гражданства
Законодательство большинства стран предусматривает возможность прекращения (выхода из) гражданства:
- отказ от гражданства — прекращение гражданства по инициативе гражданина. (В России с вступлением в действие Федерального закона от 31 мая 2002 г. № 62-ФЗ «О гражданстве Российской Федерации» введена новелла, согласно которой выход гражданина Российской Федерации из гражданства запрещён, если ходатайствующий о выходе из гражданства не представит доказательства, подтверждающие приобретение им другого гражданства.)
- лишение гражданства — прекращение гражданства по инициативе государства. (В России, в соответствии с новой Конституцией РФ от 12 декабря 1993 г., гражданин Российской Федерации не может быть лишён гражданства.). 19 июля 2017 года Государственная дума России приняла в третьем чтении закон, который вводит отзыв гражданства за терроризм. 30 июля 2017 года российский президент Владимир Путин подписал этот закон[6].
- смена гражданства — переход из одного гражданства в другое гражданство. (По современному российскому законодательству такой возможностью фактически обладают только бипатриды, а также лица, которые могут оказаться на территории, передаваемой другому государству в связи с изменением государственной границы).
- экспатриация (от лат. ex — из и patria — родина, отечество) — временное или постоянное выдворение человека за пределы страны (своей географической или культурной родины), обычно сопряжённое с лишением гражданства.

## Апатриды и бипатриды
Конституционное право знает ситуации, когда человек может иметь гражданство нескольких государств или не иметь гражданства вовсе:
- апатрид (лицо без гражданства) — лицо, которое не рассматривается в качестве гражданина каким-либо государством в силу его закона;
- бипатрид — лицо, имеющее доказательства наличия у него гражданства двух государств. Бипатридами также обычно называют и лиц, имеющих более двух гражданств.

## Значение гражданства
При том, что фундаментальные права и свободы человека являются незыблемыми по отношению ко всем людям, страна предоставляет обычно только своим гражданам такие дополнительные права, как: избирать и быть избранным (активное и пассивное избирательное право), участвовать в референдуме, занимать государственные должности и т. д.
Помимо перечисленных прав, предоставляемых только гражданам, граждане несут и определённый, присущий только им, круг обязанностей. Обычно к обязанностям граждан относится прохождение военной службы.
Права лиц, имеющих гражданство более чем одного государства, обычно несколько отличимы от прав других граждан. Этот вопрос регулируется международными договорами и соглашениями.

## Документы, подтверждающие гражданство
- Свидетельство о натурализации
- Паспорт
- ID-карта